# Commissaire Ramel
Die Commissaire Ramel war ein 1921 in Dienst gestelltes Passagierschiff der französischen Reederei Messageries Maritimes, das für den Transport von Passagieren und Fracht von Frankreich in den Fernen Osten und nach Australien eingesetzt wurde. Am 20. September 1940 wurde die Commissaire Ramel im Indischen Ozean von dem deutschen Hilfskreuzer Atlantis versenkt. Sie war das größte Schiff, das die Atlantis im Zweiten Weltkrieg versenkte.

## Das Schiff

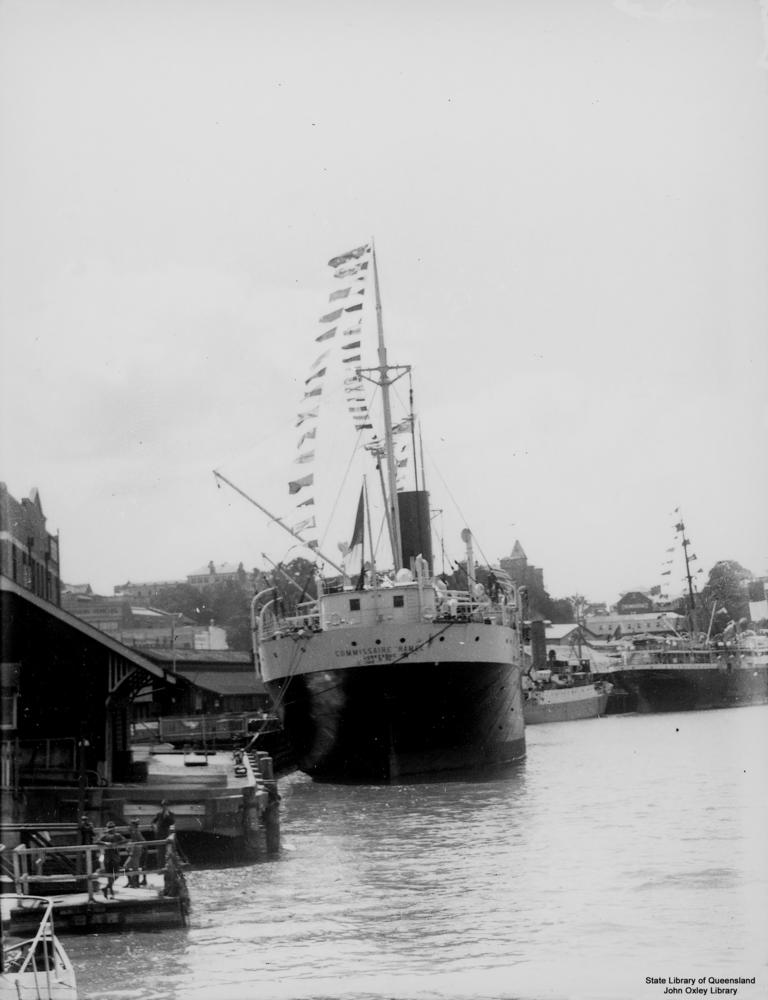
Heckansicht

Die Commissaire Ramel entstand Anfang der 1920er Jahre auf der Werft Société Provençale de Constructions Navales in La Ciotat und war zunächst ein 8.814 BRT großes Frachtschiff. Sie wurde ursprünglich auf den Namen General Duchesne getauft, aber kurz danach in Commissaire Ramel umbenannt. Damit sollte ein langjähriger Angestellter der Reederei geehrt werden, Paul Henri Ramel (1878–1917), der Zahlmeister des Dampfers Athos, bei dessen Versenkung durch ein deutsches U-Boot er im Ersten Weltkrieg ums Leben gekommen war. Ramel galt als Held der Katastrophe und wurde posthum mit dem Orden der Ehrenlegion ausgezeichnet.
Die Commissaire Ramel war 152,50 Meter lang, 18,06 Meter breit und hatte einen Schornstein, zwei Masten und einen Propeller. Sie war mit zwei Dreifachexpansions-Dampfmaschinen ausgestattet, die 4.450 PS leisteten und eine Höchstgeschwindigkeit von 12 Knoten ermöglichten. Das Schiff wurde für den Güterverkehr nach Fernost gebaut und lief am 20. März 1920 vom Stapel. Die Jungfernfahrt erfolgte am 24. April 1921.
1926 wurde die Commissaire Ramel in ein Passagierschiff mit einer Kapazität von 58 Reisenden der Ersten, 78 der Zweiten und 416 der Dritten Klasse umgewandelt. Die bisherigen Maschinen wurden durch zwei Dampfturbinen mit einer Leistung von 5.000 PS ersetzt, wodurch sich die Höchstgeschwindigkeit auf 14 Knoten erhöhte. Auch der Rauminhalt änderte sich durch die Umbauten auf 10.061 BRT. 1933 wurden die Maschinen erneut modernisiert. Die Leistung lag fort an bei 6.250 PS. Ab dem 27. Januar 1927 wurde die Commissaire Ramel im Passagier- und Frachtverkehr von Dünkirchen nach Australien via Sueskanal eingesetzt und ab 1935 verkehrte sie auf der Route Marseille–Panama–Neukaledonien.

## Versenkung
Während des Zweiten Weltkriegs blieb die Commissaire Ramel zunächst im regulären Passagier- und Frachtdienst nach Australien. Am 23. Juli 1940 wurde sie jedoch vom britischen Gouverneur von Fidschi als Truppentransporter requiriert und unter das Management der britischen Reederei Shaw, Savill & Albion Steamship Company gestellt.
Am 1. September 1940 lief die Commissaire Ramel unter dem Kommando von Kapitän Roderick McKenzie mit 66 Menschen an Bord in Sydney zur Rückkehr nach England via Fremantle und Kapstadt aus. Am 20. September 1940 traf sie im Indischen Ozean auf den deutschen Hilfskreuzer Atlantis. Als der Dampfer per Funk seine Position mitteilen wollte, eröffnete die Besatzung der Atlantis das Feuer. Drei Besatzungsmitglieder der Commissaire Ramel kamen durch den Beschuss ums Leben. Die übrige Mannschaft konnte das Schiff verlassen, bevor es durch weiteren Beschuss versenkt wurde (Position 28.30S/74.13E).
Die Überlebenden kamen in Kriegsgefangenschaft und wurden nach Mogadischu (Somalia) und später in ein Lager nach Merka gebracht, wo sie am 25. Februar 1941 von britischen Truppen befreit wurden.